# Лаган (река, впадает в залив Белфаст-Лох)

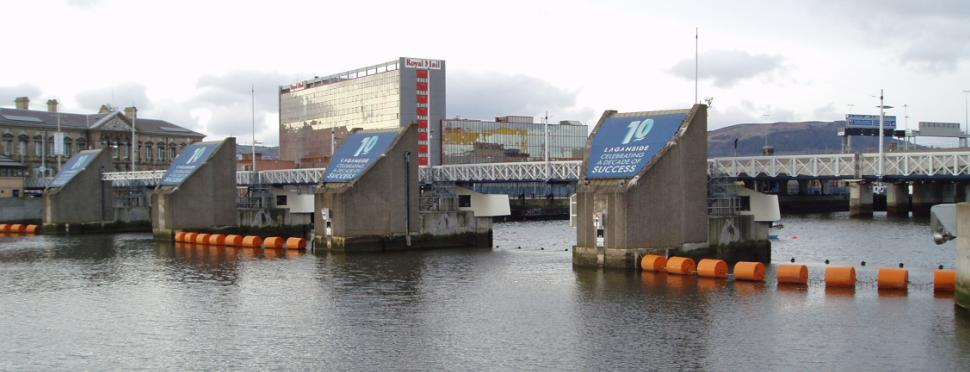
Мост в Белфасте через реку Лаган

Лаган (ирл. An Lagáin, англ. River Lagan) — река в Северной Ирландии. Берёт начало на склоне горы Слив Круб и протекает по графствам Антрим и Даун. На реке находятся два крупных североирландских города Белфаст и Лисберн. Навигация на реке осуществляется между городами Белфаст и Лисберн. Длина реки составляет 60 км, впадает в залив Белфаст-Лох Ирландского моря.
В 1994 году в черте города на реке была построена дамба Лаган (Lagan Weir). Ряд стальных ворот с компьютерным управлением контролируют уровень воды, таким образом поддерживается естественная водная среда реки.